# Louis Legrand
Louis Legrand, född den 29 september 1863 i Dijon, död den 12 juni 1951 i Livry-Gargan, var en fransk konstnär.
Legrand tog starka intryck av Félicien Rops och Edgar Degas och odlade särskilt den senares motivkrets, baletten. I teckning, pastell, olja och särskilt etsning lämnade Legrand raffinerat livfulla skildringar från det parisiska nöjeslivet och illustrerade bland annat Edgar Allan Poe.